# Ryūnosuke Akutagawa
Pour les articles homonymes, voir Akutagawa (homonymie).
Œuvres principales
- Rashōmon (1915)
- Dans le fourré (1922)

Ryūnosuke Akutagawa (芥川龍之介, Akutagawa Ryūnosuke), né le 1er mars 1892 à Tokyo et mort dans la même ville le 24 juillet 1927, est un écrivain japonais. Principalement auteur de nouvelles, des textes tels que Gruau d'Ignames (Imogayu), Dans le fourré (Yabu no naka) et Figures infernales (Jigokuhen) sont inspirées des recueils de contes Konjaku monogatari shu et Uji Shui monogatari. Il a aussi écrit des histoires pour enfants, notamment Le Fil d'araignée (Kumo no ito) et To Shishun.

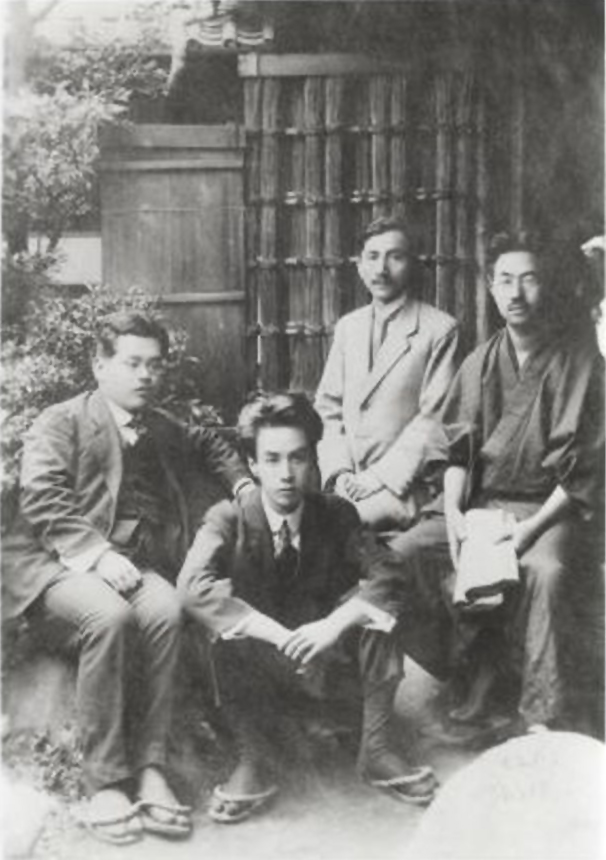
Photographie de 1919. Le deuxième à gauche est Ryūnosuke Akutagawa. Tout à gauche se trouve Kan Kikuchi.

Il a aussi comme nom d'artiste Chôkôdôshujin (澄江堂主人) et nom de poète Gaki (我鬼).

## Biographie
Akutagawa naît à Tokyo, fils de laitier (Toshizoo Niihara). Sa mère (Fuku Niihara) était atteinte de folie. Il a 11 ans lorsque sa mère décède puis il est adopté et élevé par son oncle maternel, dont il prend le nom de famille. Issus d'une famille guerrière (shizoku) qui a servi le shogunat Tokugawa, les Akutagawa portent un grand intérêt aux arts et à la littérature d'Edo.
Son prénom comportant l'idéogramme du dragon (龍) proviendrait du fait qu'il soit né non seulement l'année du dragon mais aussi, le mois, le jour et l'heure de ce même signe zodiacal.
Il commence à écrire en entrant à l'université impériale de Tokyo en 1913, où il étudie la littérature anglaise. Il subvient alors à ses besoins en enseignant l'anglais et en participant à la rédaction d'un journal. C'est à cette époque qu'il publie la nouvelle Rashōmon (1915), qui lui permet d'obtenir la reconnaissance et les encouragements de Natsume Sōseki. Il entame peu après Le Nez, dont la première version est publiée en 1916. La même année il est diplômé de l'université, deuxième de sa promotion, ses recherches portaient sur William Morris. À la fin de la même année il devient professeur d'anglais. 
C'est également pendant cette période qu'il commence à écrire des haiku sous le pseudonyme de Gaki. Encore étudiant, il fait sa proposition de mariage à une amie d'enfance, Yayoi Yoshida, mais sa famille adoptive n'approuve pas cette union.
En 1917, il publie ses deux premiers recueils reprenant des titres de nouvelles Rashômon ainsi que Le Tabac et le Diable (Tabako to akuma). Puis, il se lie d'amitié avec les écrivains Masajirô Kojima et Yomokichi Sawaki, tous deux membres de la revue littéraire Mita Bungaku. En mars 1919 il quitte son poste pour travailler pour le journal quotidien  Ōsaka Mainichi Shimbun.
En 1919, il se marie avec Fumi Tsukamoto, avec qui il aura trois enfants, Hiroshi (1920), Takashi (1922) et Yasushi (1925).
En 1921, au sommet de sa popularité, Akutagawa interrompt sa carrière d'écrivain pour passer quatre mois en Chine, en tant que reporter pour le journal Ōsaka Mainichi Shimbun. Le voyage est difficile et angoissant. Akutagawa souffre de plusieurs maladies, desquelles il ne se remettra jamais. Peu de temps après, il publie l'une de ses plus célèbres nouvelles, Dans le fourré (1922), le récit du meurtre d'un aristocrate par trois personnages différents, dont le cadavre lui-même, chacun réclamant la paternité du crime. Cette nouvelle puissante et baroque est la source d'inspiration principale du film de Kurosawa Rashōmon (1950).
En 1923 survient le dévastateur séisme du Kantô, lui inspirant ses Notes éparses sur le grand tremblement de terre. Il se rendit sur place.  
En 1925, son état de santé empire à cause d'ulcères à l'estomac et de neurasthénie. Jusqu'à la fin de sa vie, il souffre d'hallucinations. Il part vivre dans le ryokan Azumaya sous le charme duquel de nombreux écrivains sont tombés. En 1927, Akutagawa attente à sa vie, avec un ami de sa femme Fumi, mais échoue. Il parvient finalement à réussir son suicide par ingestion de véronal le 24 juillet 1927, laissant derrière lui seulement deux mots : Bon'yaritoshita fuan (ぼんやりとした不安, signifiant « vague inquiétude »). En 1935, son ami de longue date Kikuchi Kan crée en son honneur le prix Akutagawa, qui devient le prix littéraire japonais le plus prestigieux.

## Style littéraire
Akutagawa était un homme très cultivé, qui connaissait bien les cultures classiques japonaise et chinoise, mais également les auteurs occidentaux, dont Baudelaire, Mérimée et Anatole France. Claude Roy note une convergence historique entre le style précis d'Akutagawa et celui de Freud et Pirandello, même si Akutagawa ne connaissait que très indirectement ces deux auteurs. 
Pendant sa carrière littéraire, Akutagawa n'a jamais rédigé de longs romans, mais un grand nombre de courtes nouvelles, souvent inspirées de contes anciens. Pendant sa courte vie, il publie plus de cent cinquante nouvelles, qui abordent des genres aussi variés que la littérature policière (Dans le fourré, 1922), le fantastique (Le Fil de l'araignée, 1918) ou la satire sociale (Kappa, 1927).
Les écrits d’Akutagawa sont empreints, comme son testament l’atteste une dernière fois, de la difficulté d’être japonais, à une époque où de riches cultures qui s’étaient longtemps ignorées entrent brutalement en contact : l’ère Meiji, qui voit le Japon se moderniser sur le modèle occidental. On trouve ainsi constamment chez Akutagawa une référence à la tradition, qui vise à restaurer son identité vacillante sans que cette référence soit du passéisme : il adapte ainsi de très nombreux contes (monogatari) du Moyen Âge japonais.

## Liste des œuvres traduites en français

### Recueils de nouvelles
- Rashômon et autres contes, quinze contes traduits par Arimasa Mori, Gallimard, coll. « Connaissance de l'Orient », 1965 (rééditions 1986 et 1994) ; Le Livre de poche no 2561, 1969. Ce recueil comprend :
  - Figures infernales
  - Le Nez
  - Rashômon
  - Dans le fourré
  - Gruau d'ignames
  - Les Vieux Jours du vénérable Susanoo
  - Le Fil d'araignée
  - Le Martyr
  - Le Rapport d'Ogata Ryôsai
  - Ogin
  - L'Illumination créatrice
  - Chasteté d'Otomi
  - Villa Genkaku
  - Le Mouchoir
  - Les Kappa

- La Vie d'un idiot et autres nouvelles, neuf nouvelles traduites par Edwige de Chavanes, Gallimard, coll. « Connaissance de l'Orient », 1987. Ce recueil comprend :
  - L'Eau du fleuve
  - Un jour, Oishi Kuranosuke
  - Lande morte
  - Les Mandarines
  - Le Bal
  - Extraits du carnet de notes de Yasukichi
  - Bord de mer
  - Engrenage
  - La Vie d'un idiot

- La Magicienne, cinq nouvelles traduites par Elisabeth Suetsugu, Éditions Philippe Picquier, 1999 ; Picquier poche, 2003. Ce recueil comprend :
  - Les Poupées
  - Un crime moderne
  - Un mari moderne
  - La Magicienne
  - Automne

- Rashômon et autres contes, quatre contes traduits par Arimasa Mori, Gallimard, coll. « Folio », 2003. Ce recueil, extrait de l'édition publiée en 1965 dans la collection Connaissance de l'Orient, comprend :
  - Rashômon
  - Figures infernales
  - Dans le fourré
  - Gruau d'ignames

- Une vague inquiétude, trois nouvelles traduites par Silvain Chupin, Éditions du Rocher, 2005. Ce recueil comprend :
  - Le Masque
  - Un doute
  - Le Wagonnet

- La Vie d'un idiot précédé de Engrenage, deux nouvelles traduites par Edwige de Chavanes, Gallimard, coll. « Folio », 2011 (Ce recueil est un extrait de l'édition publiée en 1987 dans la collection Connaissance de l'Orient).

- Jambes de cheval, dix-sept nouvelles traduites par Catherine Ancelot, Éditions Les Belles Lettres, 2013.
  - Volupté
  - La Dame de Rokunomiya
  - La Fortune
  - Le Sourire des dieux
  - Le Tabac et le Diable
  - La Vierge en noir
  - Jambes de cheval
  - Magie
  - L'Enfant abandonné
  - Histoire de la tête qui se décrocha
  - Momotarô
  - Le Combat entre le singe et le crabe
  - Le Général Kim
  - Le Billet de dix yens
  - Écriture
  - Mensura Zoïli
  - Ababababa
- Les grenouilles, huit nouvelles traduites du japonais par Catherine Ancelot et Sylvain Chupin, Éditions Cambourakis, 2024.

### Nouvelles parues dans des revues et des anthologies
À noter que certaines nouvelles présentes dans les recueils cités plus haut ont été éditées auparavant dans certaines revues et anthologies, parfois dans des traductions différentes (c'est le cas, par exemple, de Les Poupées, Le Nez ou encore de Rashômon). Cependant seules figurent ci-dessous les nouvelles indisponibles dans ces recueils :
- La Bécassine, dans Japon et Extrême-Orient no 7-8 (p. 1-12), nouvelle traduite par Nico Daigaku Horiguchi, juillet-août 1924.
- Les Trois Trésors, dans Le Nez et autres contes (p. 51-83), nouvelle traduite par Juntaro Maruyama, Hakusuisha, 1927.
- Le Christ de Nankin, dans France-Japon no 26 (p. 68-71), nouvelle traduite par Kuni Matsuo, février 1938.
- Les Portes de l'enfer (Kesa et Morito) et Le Tableau d'une montagne à la saison d'automne, dans Les Portes de l'enfer, nouvelles traduites par Ivan Morris en collaboration avec Arlette Rosenblum et Maurice Beerblock, Éditions Stock, 1957. Le Tableau d'une montagne à la saison d'automne est repris dans L'Iris fou, suivi de Odieuse Vieillesse, Le Maître, Le Tableau d'une montagne, L'Artiste, Le Crime de Han, Éditions Stock, coll. « La Bibliothèque cosmopolite », 1997.
- A mi-chemin de la vie de Shinsuke Daidôji, dans Anthologie de nouvelles japonaises contemporaines (Tome I), nouvelle traduite par Edwige de Chavanes, Gallimard, 1986.
- La Foi de Wei Cheng, dans Les Noix La Mouche Le Citron et dix autres récits de l'époque Taishô, nouvelle traduite par Edwige de Chavanes, Le Calligraphe / Picquier, 1986 ; Anthologie de nouvelles japonaises Tome I - 1910-1926 Les Noix La Mouche Le Citron, Picquier Poche, 1999.
- La Fille au chapeau rouge dans Le Secret de la petite chambre, suivi de La Fille au chapeau rouge, nouvelle traduite par Jacques Lalloz, Editions Philippe Picquier, 1994 ; Picquier poche, 1997 (Note : cette nouvelle est attribuée, sans aucune certitude, à Akutagawa.)
- Notes éparses sur le grand tremblement de terre, dans Ebisu no 21 (p. 55-62), texte traduit par Isabelle Fouquart, 1999.